# Winarni Binti Slamet
Winarni Binti Slamet (ur. 19 grudnia 1975) – indonezyjska sztangistka. Brązowa medalistka olimpijska z Sydney.
Zawody w 2000 były jej jedynymi igrzyskami olimpijskimi. Zdobyła brąz w wadze do 53 kg. Była mistrzynią świata w 1997 i srebrną medalistką mistrzostw globu w 1997.